# Jan Chojnacki (ur. 1943)
Jan Chojnacki (ur. 8 czerwca 1943 w Marianowie) – polski profesor nauk medycznych, specjalizujący się w zagadnieniach z zakresu chorób wewnętrznych i gastroenterologii. Pułkownik, w okresie od 6 stycznia 1998 do 11 stycznia 2002 sprawował funkcję komendanta-rektora Wojskowej Akademii Medycznej im. gen. dyw. Bolesława Szareckiego w Łodzi. Profesor zwyczajny i wykładowca w Katedrze Gerontologii i Medycyny Wewnętrznej na Wydziale Nauk o Zdrowiu Uniwersytetu Medycznego w Łodzi. Członek wielu uznanych towarzystw naukowych, w tym Towarzystwa Internistów Polskich, Polskiego Towarzystwa Lekarskiego czy Łódzkiego Towarzystwa Naukowego.

## Życiorys
Jan Chojnacki jest synem Wojciecha i Agnieszki z Ogłozów. Uczył się w I Liceum Ogólnokształcącym im. Bolesława Chrobrego w Piotrkowie Trybunalskim. W latach 1961–1967 studiował w Wojskowej Akademii Medycznej) (teraz Wydział Wojskowo-Lekarski Uniwersytetu Medycznego w Łodzi). Jak sam wspomina, na drugim roku studiów chciano relegować go z uczelni. Powodem tego miała być odmowa podpisania przez niego deklaracji wstąpienia do Polskiej Zjednoczonej Partii Robotniczej, której nawet nie przeczytał. Dzięki wstawiennictwu profesora Józefa Borsuka odstąpiono jednak od tego zamiaru.  Od 1968 stale związany z WAM. Był m.in. nauczycielem oraz uzyskał specjalizacje I i II stopnia z interny i gastroenterologii. Doktoryzował się w 1973, habilitację uzyskał w 1982. Tytuł profesora nauk medycznych nadano mu w 1990 roku. Osiem lat później został komendantem-rektorem macierzystej uczelni. Okres sprawowania przez niego tej funkcji przyniósł między innymi otwarcie nowych kierunków studiów na uczelni oraz rozpoczęcie przyjmowania kobiet na studia oficerskie.
W 2001 roku minister obrony narodowej Bronisław Komorowski zawiesił pułkownika Chojnackiego w czynnościach służbowych. Powodem podjęcia tej decyzji były nieścisłości dotyczące budowy Centrum Kliniczno-Dydaktycznego WAM i wątpliwości co do zasad, na jakich akademia współpracowała z "Fundacją WAM" założoną przez profesora Chojnackiego.
Na początku 2002 roku na stanowisku komendanta-rektora WAM zastąpił go Krzysztof Zeman.

## Odznaczenia i wyróżnienia
Jan Chojnacki został uhonorowany między innymi:
- Nagrodami Rektora Wojskowej Akademii Medycznej
- Medalem Komisji Edukacji Narodowej
- Złotym Krzyżem Zasługi
- Nagrodami Ministra Obrony Narodowej
- Nagrodą Ministra Edukacji Narodowej
- Nagrodą Ministra Zdrowia
- Krzyżem Kawalerskim Orderu Odrodzenia Polski
- Krzyżem Oficerskim Orderu Odrodzenia Polski
- Nagrodami Rektora Uniwersytetu Medycznego
- odznaką „Za Zasługi dla Województwa Piotrkowskiego”
- odznaką „Za Zasługi dla Województwa Łódzkiego”
- Odznaką Honorową Polskiego Czerwonego Krzyża
- odznaką „Za Wzorową Pracę w Służbie Zdrowia”
- odznaką „Za Zasługi dla Miasta Łodzi”
- wyróżnieniem „Zasłużony dla Towarzystwa Internistów Polskich”
- wyróżnieniem „Zasłużony dla Polskiego Towarzystwa Lekarskiego”